# Some Kind of Trouble
Albums de James Blunt
Les Sessions Lost Souls
(2008) Trouble Revisited
(2011)
Singles
1. Stay the Night
Sortie : 25 octobre 2010
2. So Far Gone
Sortie : 3 janvier 2011
3. If Time Is All I Have
Sortie : 4 avril 2011
4. I'll Be Your Man
Sortie : 23 mai 2011
5. Dangerous
Sortie : 12 septembre 2011

Some Kind of Trouble est le troisième album studio du musicien anglais James Blunt. Il est sorti le 8 novembre 2010 au Royaume-Uni. 
James Blunt en a fait la promotion, le jour même de sa sortie lors d'un concert diffusé via YouTube.

## Liste des titres
| No  | Titre                 | Auteur                                             | Durée |
| --- | --------------------- | -------------------------------------------------- | ----- |
| 1.  | Stay the Night        | James Blunt, Steve Robson, Ryan Tedder, Bob Marley | 3:36  |
| 2.  | Dangerous             | Blunt, Robson                                      | 3:10  |
| 3.  | Best Laid Plans       | Blunt, Wayne Hector, Robson                        | 3:30  |
| 4.  | So Far Gone           | Blunt, Robson, Tedder                              | 3:34  |
| 5.  | No Tears              | Blunt, Hector, Robson                              | 3:50  |
| 6.  | Superstar             | Blunt, Greg Kurstin                                | 3:49  |
| 7.  | These Are The Words   | Blunt, Hector, Robson                              | 3:23  |
| 8.  | Calling Out Your Name | Blunt, Hector, Robson                              | 3:24  |
| 9.  | Heart of Gold         | Blunt, Robson                                      | 3:31  |
| 10. | I'll Be Your Man      | Blunt, Kevin Griffin                               | 3:37  |
| 11. | If Time Is All I Have | Blunt, Eg White                                    | 3:25  |
| 12. | Turn Me On            | Blunt, White                                       | 2:29  |